# Rosa caryophyllacea
Rosa caryophyllacea är en rosväxtart som beskrevs av Wilibald Swibert Joseph Gottlieb von Besser. Rosa caryophyllacea ingår i släktet rosor, och familjen rosväxter.

## Underarter
Arten delas in i följande underarter:
- R. c. zalana
- R. c. persiana
- R. c. pseudocaryophyllacea
- R. c. gypsicola
- R. c. blockii
- R. c. lonaczewskii
- R. c. erasmi-iulii
- R. c. scepusiensis
- R. c. micranthoides
- R. c. killiasii
- R. c. levieri
- R. c. taraspensis
- R. c. typica
- R. c. friesiana
- R. c. suecica
- R. c. calva
- R. c. scepusiensis
- R. c. hirta
- R. c. zalana
- R. c. typica
- R. c. zalana
- R. c. typica
- R. c. zalana
- R. c. slavonica
- R. c. scepusiensis
- R. c. budwitzensis
- R. c. zagrebensis
- R. c. nyaradyi
- R. c. formosa
- R. c. stuporata
- R. c. pycnadenia
- R. c. ruszkinensis
- R. c. durandensis
- R. c. pinetorum
- R. c. mysterica
- R. c. firmicaulis
- R. c. temeraria
- R. c. puberula
- R. c. zajartakrivularis
- R. c. ambiglauca
- R. c. hyperadenia
- R. c. belocarpa
- R. c. notabilis
- R. c. levieri
- R. c. pseudocaryophyllacea
- R. c. nostrificata
- R. c. safranicensis
- R. c. bonchidae
- R. c. gypsicola
- R. c. vera
- R. c. piersiana
- R. c. cabradensis